# Distrito electoral federal 16 de la Ciudad de México
El XVI Distrito Electoral Federal de la Ciudad de México es uno de los 300 distritos electorales en los que se encuentra dividido el territorio de México y uno de los 24 en los que se divide Ciudad de México. Su cabecera es la alcaldía Álvaro Obregón.
Desde la distritación de 2005, está constituido por el extremo norte de la alcaldía Álvaro Obregón. Limita al norte con la alcaldía Miguel Hidalgo, al este con Benito Juárez y al oeste con Cuajimalpa de Morelos. Abarca la zona cercana al Metro Observatorio y el sur de las Lomas

## Distritaciones anteriores
El XVI Distrito de Ciudad de México (entonces Distrito Federal) fue creado en 1952 para la conformación de la XLII Legislatura del Congreso de la Unión, con Ramón Cabrera Cosío como primer diputado federal por este distrito. Desde entonces, el XVI Distrito ha electo diputados de forma continua.

### Distritación 1978 - 1996
En la distritación de 1978, ocupó parte del territorio de la delegación Benito Juárez.

### Distritación 1996 - 2005
Para la distritación de agosto de 1996, vigente hasta 2005, el XVI Distrito abarcó parte de los territorios de la delegación Álvaro Obregón y Miguel Hidalgo (Ciudad de México), con 160 secciones electorales.

### Distritación 2005 - 2017
Con la distritación de 2005, el territorio del XVI estuvo constituido por el extremo norte de la Delegación Álvaro Obregón, con menor extensión respecto a la distritación de 2017. Estuvo integrado por 220 secciones.

## Diputados por el distrito
| Diputado                        | Grupo parlamentario | Legislatura | Periodo     |
| ------------------------------- | ------------------- | ----------- | ----------- |
| Ramón Cabrera Cosío             |                     | XLII        | 1952 - 1955 |
| Luis M. Farías                  |                     | XLIII       | 1955 - 1958 |
| Rubén Marín y Kall              |                     | XLIV        | 1958 - 1961 |
| Salvador López Avitia           |                     | XLV         | 1961 - 1964 |
| Ramón Zentella Ascencio         |                     | XLVI        | 1964 - 1967 |
| Fernando Córdoba Lobo           |                     | XLVII       | 1967 - 1970 |
| Rafael Argüelles Sánchez        |                     | XLVIII      | 1970 - 1973 |
| Luis del Toro Calero            |                     | XLIX        | 1973 - 1976 |
| Alfonso Argudín Laria           |                     | L           | 1976 - 1979 |
| Jorge Flores Vizcarra           |                     | LI          | 1979 - 1982 |
| José Aguilar Alcérreca          |                     | LII         | 1982 - 1985 |
| Francisco Berlín Valenzuela     |                     | LIII        | 1985 - 1988 |
| José Arturo Ocampo Villalobos   |                     | LIV         | 1988 - 1991 |
| Paloma Villaseñor Vargas        |                     | LV          | 1991 - 1994 |
| Víctor Manuel Rubio             |                     | LVI         | 1994 - 1997 |
| Leticia Robles Colín            |                     | LVII        | 1997 - 2000 |
| Carlos Alberto Flores Gutiérrez |                     | LVIII       | 2000 - 2003 |
| Víctor Suárez Carrera           |                     | LIX         | 2003 - 2006 |
| Valentina Batres Guadarrama     |                     | LX          | 2006 - 2009 |
| Leticia Robles Colín            |                     | LXI         | 2009 - 2012 |
| Mario Miguel Carrillo Huerta    |                     | LXII        | 2012 - 2015 |
| Cristina García Bravo           |                     | LXIII       | 2015 - 2018 |
| Lorena Villavicencio Ayala      |                     | LXIV        | 2018 - 2021 |
| Xavier González Zirión          |                     | LXV         | 2021 - 2024 |
| Carina Piceno Navarro           |                     | LXVI        | 2024 -      |

## Resultados electorales

### 2021
|  | 50.32 % |

|  | 38.91 % |

|  | 3.36 % |

|  | 2.42 % |

|  | 1.50 % |

|  | 0.60 % |

|  | 2.77 % |

|  | 0.12 % |

|  | 100 % |

|  | 53.24 % |

### 2018
|  | 48.9453 % |

|  | 32.5745 % |

|  | 8.7330 % |

|  | 4.4307 % |

|  | 1.5788 % |

|  | 0.1177 % |

|  | 3.6195 % |

|  | 100.00 % |

### 2009
|  | 16.27 % |

|  | 25.64 % |

|  | 28.95 % |

|  | 12.26 % |

|  | 3.37 % |

|  | 2.16 % |

|  | 0.25 % |

|  | 11.09 % |

|  | 100.00 % |

### 2006
|  | 22.43 % |

|  | 9.83 % |

|  | 56.76 % |

|  | 5.19 % |

|  | 3.67 % |

|  | 1.96 % |

|  | 100.00 % |